# We Just Wanna Party with You
We Just Wanna Party with You è un brano musicale del rapper Snoop Dogg, eseguito con la collaborazione del produttore Jermaine Dupri, con lo pseudonimo di JD, ed incluso nella colonna sonora del film Men in Black del 1997.
La canzone è costruita intorno ad un campionamento del celebre brano del 1982 Get Down on It di Kool and the Gang.
Si tratta della seconda pubblicazione dei Jermaine Dupri, a parte la produzione dell'album dei Kris Kross. Il suo primo singolo Honey, ed il singolo successivo You Make Me Wanna, entrarono in classifica contemporaneamente a We Just Wanna Party with You. Tutti e tre i singoli furono prodotti da JD, che partecipava al brano con una breve parte rap.
È la prima collaborazione fra Snoop Dogg e JD, che in seguito lavoreranno nuovamente insieme in Protectors if 1472, Bow Wow (That's My Name) e Welcome to Atlanta.
È anche il primo singolo di Snoop Dogg ad essere pubblicato da una etichetta al di fuori della Death Row, essendo stato estratto da un album pubblicato dalla Columbia/Sony e prodotto da JD.
Il singolo non ebbe particolare successo negli Stati Uniti, ma ottenne un favorevole riscontro di pubblico in Australia, dove rimase in classifica per ben 17 settimane, uscendo dalla classifica nel febbraio 1998.
Il CD singolo (così come il suo corrispettivo disco vinile) che portava come title track il brano eseguito da Snoop Dogg, in realtà si configura come una mini colonna sonora del film, includendo brani cantati da altri artisti, all'epoca poco famosi, come Alicia Keys o Nas.

## Tracce
CD Maxi Single
1. We Just Wanna Party With You (Radio Edit)
2. We Just Wanna Party With You (Album Version)
3. Escobar '97 - Nas
4. Some Cow Fonque (More Tea Vicar?) - Buckshot Lefonque

Vinile 12"
A1 - We Just Wanna Party With You (Radio Edit) - Snoop Doggy Dogg feat. JD - 4:32
A2 - Sah Dee Dah (Sexy Thing) - Alicia Keys - 4:12
B1 - Make You Happy - Trey Lorenz - 4:06
B2 - Some Cow Fonque (More Tea, Vicar?) - Buckshot LeFonque - 4:10